# Valentin Béhélo
Valentin Béhélo, né en 1901, mort en 1987, est un combattant martiniquais de la Seconde Guerre mondiale, compagnon de la Libération.

## Biographie
Valentin Béhélo, fils d'un ébéniste, naît au Robert en Martinique le 22 juillet 1901.

### Débuts militaires
Après son service militaire effectué en 1922 dans le bataillon d'infanterie de la Martinique, il décide de se réengager en 1924. Il sert au Maroc de 1925 à 1929, puis au Tonkin pendant quatre ans, ensuite au Sénégal pendant deux ans. Ensuite, au début de la Seconde Guerre mondiale, il est sergent-chef au Liban, dans le 24e régiment d'infanterie coloniale, en octobre 1939.

### Seconde Guerre mondiale, combats de la France libre
Décidant avec sa compagnie de ne pas se plier à l'armistice du 22 juin 1940, il passe en Palestine le 27 juin, muni de faux ordre de mission, et rejoint l'armée britannique. Avec les autres Français, il forme la première unité française libre, le 1er bataillon d'infanterie de marine.
Prenant part à la première campagne de Libye de septembre 1940 à mai 1941, Valentin Béhélo s'illustre par son exemple aux postes les plus exposés, et devient adjudant en octobre 1940. Il est grièvement blessé à Tobrouk, d'un coup de balle dans la jambe, et de plusieurs éclats de bombe au côté. Il est évacué en Palestine. C'est là que le général de Gaulle en personne lui remet le 26 mai 1941 la Croix de la Libération, qui lui avait été attribuée par le décret du 7 mars 1941 le faisant compagnon de la Libération.
Béhélo repart en juin 1941 pour la campagne de Syrie, où il gagne ses galons d'adjudant-chef. Il passe ensuite au Bataillon de marche n° 11 de la 2e brigade française libre, avec laquelle il prend part à la deuxième campagne de Libye. Il participe ensuite aux opérations en Égypte, et à la seconde bataille d'El Alamein en octobre-novembre 1942, puis en mai 1943 à la fin de la campagne de Tunisie. Ensuite posté en Tripolitaine, il revient en Tunisie, où une mine le blesse gravement le 3 octobre, avec de multiples blessures : à l'avant-bras qui doit être amputé, à l'épaule, au cou, et la perforation des tympans. À partir de décembre 1943, il sert au 3e régiment de tirailleurs sénégalais.

### Retraite
Après la guerre, Valentin Béhélo prend sa retraite à Aix-en-Provence en septembre 1946. Il est nommé membre du conseil de l'Ordre de la Libération en août 1958. Il meurt à Saint-Cannat dans les Bouches-du-Rhône le 8 octobre 1987.

## Distinctions et hommages

### Décorations
- Chevalier de la Légion d'honneur[Quand ?]
- Compagnon de la Libération (décret du 7 mars 1941)
- Médaille militaire
- Croix de guerre 1939–1945
- Croix de guerre des Théâtres d'opérations extérieurs
- Croix du combattant volontaire de la guerre de 1939–1945
- Médaille coloniale avec agrafes « Libye »
- Médaille commémorative des services volontaires dans la France libre
- Médaille commémorative de Syrie-Cilicie

### Autres hommages
- Membre du conseil de l'Ordre de la Libération.